# Amargatitanis
Amargatitanis là một chi khủng long, được Apesteguía mô tả khoa học năm 2007.